# Philipp Lienhart
Philipp Lienhart, né le 11 juillet 1996 à Lilienfeld en Autriche, est un footballeur international autrichien, qui joue au poste de défenseur central au SC Fribourg en Bundesliga.

## Biographie

### Débuts, et premiers pas professionnels au Real Madrid
Le 30 août 2014, Philipp Lienhart intègre le centre de formation du Real Madrid, en prêt du Rapid Vienne. Lors de la saison 2014-15, il dispute l'UEFA Youth League. Durant cette compétition, il joue sept matchs et inscrit un but contre Liverpool.  
Puis, le 14 août 2015, il rejoint le Real Madrid pour un montant de transfert de 800 mille euros. Et, il intègre l'équipe réserve du club madrilène, la Castilla entraînée à l'époque par Zinédine Zidane. Le 30 août, il fait ses débuts avec le Real Madrid Castilla, lors d'une victoire 2-1 contre le Rayo Majadahonda.
Le 16 octobre 2015, Philipp Lienhart est appelé en équipe première par Rafael Benítez pour un match de Liga contre Levante UD, mais n'entre pas en jeu. 
Puis, le 2 décembre, il dispute son premier match avec le Real Madrid, lors d'une victoire 3-1 contre Cádiz CF, lors d'un match de la coupe d'Espagne. Lors de ce match, il entre à la 78e minute de la rencontre, à la place de James Rodríguez. C'est le premier autrichien à avoir joué pour le Real Madrid. 

### Prêt au SC Fribourg
Le 5 juillet 2017, il est prêté avec option d'achat au SC Fribourg, en Bundesliga. 
Le 27 juillet 2017, il fait ses débuts en Ligue Europa contre le NK Domžale, lors d'une victoire 1-0. Le 20 août, il fait ses débuts lors de la 1re journée de Bundesliga contre l'Eintracht Francfort, lors d'un match nul et vierge (0-0). 

### Carrière internationale
Avec les moins de 19 ans, il participe à l'Euro des moins de 19 ans 2014, qui se déroule en Hongrie. Lors du tournoi, il joue quatre matchs. L'Autriche est éliminée en demi-finales par l'Allemagne. 
Par la suite, avec les moins de 20 ans, il participe à la Coupe du monde des moins de 20 ans 2015, compétition organisée en Nouvelle-Zélande. Lors du mondial junior, il joue trois matchs. L'Autriche est éliminée en huitièmes de finale par l'Ouzbékistan.
Le 4 septembre 2017, il est convoqué à la suite du forfait de Sebastian Prödl, pour la première fois en équipe d'Autriche par le sélectionneur national Marcel Koller, pour des matchs des éliminatoires de la Coupe du monde 2018 contre le pays de Galles et la Géorgie mais n'entre pas en jeu.
Le 9 octobre 2017, il honore sa première sélection contre la Moldavie, lors du match de qualification pour le Mondial 2018. Le match se solde par une victoire 1-0 des Autrichiens.
En mai 2021, il fait partie de la liste des 26 joueurs convoqués par Franco Foda pour disputer l'Euro 2020.
Le 7 juin 2024, il fait partie de la liste des 26 joueurs convoqués par Ralf Rangnick pour disputer l'Euro 2024.

## Statistiques
| Saison                | Club                  | Championnat           | Championnat | Championnat | Coupe(s) nationale(s) | Coupe(s) nationale(s) | Compétition(s) continentale(s) | Compétition(s) continentale(s) | Compétition(s) continentale(s) | Barrages | Barrages | Autriche | Autriche | Total | Total |
| Saison                | Club                  | Division              | M.          | B.          | M.                    | B.                    | Comp.                          | M.                             | B.                             | M.       | B.       | M.       | B.       | M.    | B.    |
| 2015-2016             | Real Madrid Castilla  | Segunda División B    | 24          | 1           | -                     | -                     | -                              | -                              | -                              | 3        | 0        | -        | -        | 27    | 1     |
| 2016-2017             | Real Madrid Castilla  | Segunda División B    | 26          | 0           | -                     | -                     | -                              | -                              | -                              | -        | -        | -        | -        | 26    | 0     |
| Sous-total            | Sous-total            | Sous-total            | 50          | 1           | 0                     | 0                     | -                              | 0                              | 0                              | 3        | 0        | 0        | 0        | 53    | 1     |
| 2015-2016             | Real Madrid           | Liga                  | -           | -           | 1                     | 0                     | -                              | -                              | -                              | -        | -        | -        | -        | 1     | 0     |
| Sous-total            | Sous-total            | Sous-total            | 0           | 0           | 1                     | 0                     | -                              | 0                              | 0                              | 0        | 0        | 0        | 0        | 1     | 0     |
| 2017-2018             | SC Fribourg (prêt)    | Bundesliga            | 11          | 0           | 1                     | 0                     | C3                             | 1                              | 0                              | -        | -        | 1        | 0        | 14    | 0     |
| 2018-2019             | SC Fribourg           | Bundesliga            | 14          | 0           | 2                     | 0                     | -                              | -                              | -                              | -        | -        | -        | -        | 16    | 0     |
| 2019-2020             | SC Fribourg           | Bundesliga            | 21          | 0           | 2                     | 0                     | -                              | -                              | -                              | -        | -        | -        | -        | 23    | 0     |
| 2020-2021             | SC Fribourg           | Bundesliga            | 34          | 3           | 2                     | 0                     | -                              | -                              | -                              | -        | -        | 5        | 0        | 41    | 3     |
| 2021-2022             | SC Fribourg           | Bundesliga            | 33          | 5           | 5                     | 0                     | -                              | -                              | -                              | -        | -        | 3        | 0        | 41    | 5     |
| 2022-2023             | SC Fribourg           | Bundesliga            | 29          | 1           | 4                     | 0                     | C3                             | 6                              | 0                              | -        | -        | 3        | 0        | 42    | 1     |
| 2023-2024             | SC Fribourg           | Bundesliga            | 15          | 1           | 2                     | 0                     | C3                             | 5                              | 0                              | -        | -        | 11       | 1        | 33    | 2     |
| 2024-2025             | SC Fribourg           | Bundesliga            | 32          | 1           | 3                     | 0                     | -                              | -                              | -                              | -        | -        | 9        | 2        | 44    | 3     |
| 2025-2026             | SC Fribourg           | Bundesliga            | 0           | 0           | 1                     | 0                     | C3                             | -                              | -                              | -        | -        | 0        | 0        | 1     | 0     |
| Sous-total            | Sous-total            | Sous-total            | 189         | 12          | 22                    | 0                     | -                              | 12                             | 0                              | 3        | 0        | 32       | 3        | 258   | 15    |
| Total sur la carrière | Total sur la carrière | Total sur la carrière | 233         | 12          | 23                    | 0                     | -                              | 12                             | 0                              | 3        | 0        | 32       | 3        | 303   | 15    |